# Куп пет нација 1962.
Куп пет нација 1962. (службени назив: 1962 Five Nations Championship) је било 68. издање овог најелитнијег репрезентативног рагби такмичења Старог континента. а 33. издање Купа пет нација.
Због епидемије богиња, турнир је завршен у новембру. Прво место је освојила Француска.

## Такмичење
Шкотска - Француска 3-11
Енглеска - Велс 0-0
Велс - Шкотска 3-8
Енглеска - Ирска 16-0
Француска - Енглеска 13-0
Ирска - Шкотска 6-20
Шкотска - Енглеска 3-3
Велс - Француска 3-0
Француска - Ирска 11-0
Ирска - Велс 3-3

## Табела
|   | Селекција                      | ИГ | Д | Н | И | ПД | ПП | ПР  | Б |  |
| - | ------------------------------ | -- | - | - | - | -- | -- | --- | - |  |
| 1 | Рагби репрезентација Француске | 4  | 3 | 0 | 1 | 35 | 6  | +29 | 6 |  |
| 2 | Рагби репрезентација Шкотске   | 4  | 2 | 1 | 1 | 34 | 23 | +11 | 5 |  |
| 3 | Рагби репрезентација Енглеске  | 4  | 1 | 2 | 1 | 19 | 16 | +3  | 3 |  |
| 3 | Рагби репрезентација Велса     | 4  | 1 | 2 | 1 | 9  | 11 | -2  | 3 |  |
| 5 | Рагби репрезентација Ирске     | 4  | 0 | 1 | 3 | 9  | 50 | -41 | 1 |  |

| Победник Купа пет нација 1962.              |
| ------------------------------------------- |
| Француска 3. титула првака Европе у рагбију |